# Trait fonctionnel
En biologie, un trait fonctionnel est une caractéristique morphologique, physiologique ou phénologique d'un organisme mesurée à l'échelle des individus et qui affecte sa performance individuelle. À l'échelle des écosystèmes, les traits fonctionnels sont responsables de la manière dont les organismes répondent aux facteurs environnementaux, (trait fonctionnel de réponse, ou response trait), en lien avec la théorie des filtres. Ils sont également responsables de la manière dont les organismes affectent le fonctionnement de l'écosystème, (trait fonctionnel d'effet, ou effect trait).
Au cours des dernières décennies, la recherche en écologie des communautés et des écosystèmes a développé le concept du «trait» dans des proportions importantes et l'approche expérimentale basée sur les traits est devenue populaire à plusieurs échelles. Cela fait en sorte que les scientifiques ne s'entendent pas tous sur une signification précise de tous les termes de ce domaine, dont le terme « trait fonctionnel ».

## Intérêt
L'étude des traits fonctionnels est pratique puisque ceux-ci permettent non seulement de retracer l'histoire écologique et évolutive des espèces, mais peuvent aussi potentiellement servir à prédire la réponse ou l'effet de la présence d'une espèce quant à son environnement. En écologie des systèmes, les chercheurs tendent à classer les plantes selon leur type fonctionnel davantage que leur taxonomie.

## Type fonctionnel
Un type fonctionnel est un groupe d'organismes partageant une ou plusieurs mêmes réponses à un ou des facteurs environnementaux ou affectant l'écosystème d'une même façon. Ces regroupements se font par rapport aux caractéristiques communes davantage que les relations phylogénétiques,, et peuvent être répartis en deux catégories: les types fonctionnels de réponse (functional response types) et les types fonctionnels d'effet (functional effect types).
La classification des types fonctionnels n'est pas catégorique, et dépend du but de l'étude, de son échelle, des processus écologiques ou du facteur environnemental d'intérêt,.

### Type fonctionnel de réponse
Les types fonctionnels de réponse sont des groupes d'espèces qui répondent à un facteur environnemental biotique ou abiotique de manière semblable. Par exemple, les espèces d'un écosystème peuvent être regroupées sur la base de leur tolérance ou de leur intolérance au feu, au broutement, au gel, etc.

### Type fonctionnel d'effet
Les types fonctionnels d'effet sont des groupes d'espèces qui affectent leur écosystème d'une manière semblable. Par exemple, on peut regrouper les espèces qui fixent l'azote atmosphérique ou qui augmentent le risque de feu.

## Traits fonctionnels en écologie végétale
Les traits fonctionnels des plantes ayant fait l'objet de nombreuses études au cours des dernières décennies, on les connait relativement bien. Certains auteurs ont par ailleurs publié des textes qui les regroupent et proposent des façons de le mesurer,,

### Exemples (dans le monde végétal)
- ratio surface/masse sèche de la feuille (abréviation conventionnelle en anglais, SLA)
- ratio masse sèche/masse fraîche de la feuille (abréviation conventionnelle en anglais, LDMC)
- ratio azote-carbone de la feuille[9]
- format de la graine[5]
- mode de dispersion de la graine[5]
- hauteur[5]
- architecture[5] (morphologie racinaire, forme de la canopée[11] )
- présence d'épines[5]
- type d'association mycorrhizienne[10]
- ratio longueur des racines/masse sèche des racines (abréviation conventionnelle en anglais, SRL)
- ratio masse fraiche des racines/masse sèche des racines (abréviation conventionnelle en anglais, RDMC)
- capacité à capter l'eau et à contrôler son évapotranspiration[12]

## Traits fonctionnels en écologie animale
Au contraire des végétaux, l'approche fonctionnelle avec les animaux en est encore à ses débuts. En écologie animale, on utilise depuis longtemps la notion de guilde pour regrouper les espèces. Une guilde est basée sur les ressources alimentaires et la structure de l'habitat. Toutefois, la réponse d'une espèce à son environnement est influencée par bien d'autres facteurs comme la démographie de l'espèce, sa compétitivité et son habileté à éviter la prédation, par exemple. Une classification des espèces animales basée sur leurs traits fonctionnels serait donc, comme chez les plantes, utile, puisque celle-ci irait au-delà du concept de guilde.

### Exemples
- taille du corps[14]
- forme de l'aile[15],[16]

## Traits fonctionnels en écologie microbienne
Malgré plusieurs articles théoriques publiés sur les traits fonctionnels des microorganismes, ceux-ci ne sont en pratique pas mesurés, en raison de l'impossibilité de les mesurer à l'échelle individuelle.